# Legge sulla nazionalizzazione dell'11 giugno 1948 in Romania
La legge di nazionalizzazione dell'11 giugno 1948 (in romeno: Legea naționalizării din 11. Iunie 1948) si riferisce alla legge No.119 dell'11 giugno 1948 sulla nazionalizzazione delle imprese industriali, bancarie, assicurative, minerarie e dei trasporti, con la quale lo Stato rumeno ha nazionalizzato tutte le risorse del suolo e del sottosuolo che non erano in suo possesso alla data dell'entrata in vigore della Costituzione della Repubblica Popolare Rumena nel 1948, nonché singole imprese, società di qualsiasi tipo, associazioni industriali private, banche, assicurazioni, attività minerarie, trasporti e telecomunicazioni, ecc.
Da un punto di vista semantico, il termine nazionalizzazione fu usato impropriamente dalle autorità comuniste dell'epoca per conferire un carattere propagandistico all'atto di passare alla proprietà statale. In realtà, ciò che accadeva nel socialismo era una "confisca" perché nessun compenso materiale o morale veniva concesso agli ex proprietari.
La legge di nazionalizzazione del 1948 in Romania è parte di una più ampia tendenza nei primi decenni del dopoguerra sul continente, sia in Europa orientale sotto sovietizzazione e l'Occidente, dove una grande ondata di nazionalizzazioni ha avuto luogo nel modello di quasi tutti i paesi che hanno mantenuto il sistema capitalista economico: Gran Bretagna, Francia, Italia, (Repubblica federale) di Germania. Le confische del patrimonio privato si sono verificate non solo nei paesi a guida sovietica, ma anche in Occidente dove le popolazioni e l'amministrazione postbellica hanno percepito i proprietari di capitali come "nemici", "stranieri", "collaboratori" con regimi di occupazione "o solo" guerrieri "; in Francia, ad esempio, è noto il caso della confisca della nazionalizzazione della Renault; la confisca del quartier generale di I.G. Farben da parte dell'esercito di occupazione americano e dello stato tedesco post-nazista (che successivamente lo trasformerà in un edificio universitario) è un altro esempio.